# Juvigny-en-Perthois
Juvigny-en-Perthois település Franciaországban, Meuse megyében. Lakosainak száma 134 fő (2022. január 1.). Juvigny-en-Perthois Brauvilliers, Dammarie-sur-Saulx, Ménil-sur-Saulx, Morley, Savonnières-en-Perthois és Stainville községekkel határos.

## Népesség
A település népességének változása:
| Lakosok száma | 201  | 158  | 132  | 136  | 130  | 131  | 137  | 142  | 143  | 134  |
|               | 1968 | 1982 | 1990 | 2006 | 2013 | 2015 | 2017 | 2019 | 2020 | 2022 |